# Maria Himmelfahrt (Ramsau)
Die Wallfahrtskirche Maria Himmelfahrt (umgangssprachlich auch: Maria Kunterweg oder Kunterwegkirche) ist eine nach Plänen des Hofbaumeisters Sebastian Stumpfegger im Stil des Rokoko erbaute Filialkirche der römisch-katholischen Pfarrei in Ramsau bei Berchtesgaden.

## Lage
Die Kirche liegt mit 763 m ü. NN etwas oberhalb des Ortszentrums der Gemeinde Ramsau bei Berchtesgaden am Kunterweg in der Gnotschaft Taubensee. Sie ist zu Fuß über einen gut ausgebauten, aber steil ansteigenden Fußweg zu erreichen, der als Kreuzweg angelegt ist und 300 Meter westlich der Pfarrkirche St. Sebastian bei der Kalvarienbergkapelle beginnt. Dabei sind auf einer Wegstrecke von gut 620 Metern 92 Höhenmeter zu überwinden.
Der Kunterweg bildet hier die Grenze zur benachbarten Gnotschaft Antenbichl, die sich hier südlich (talwärts) des Weges erstreckt.

## Gebäude und Geschichte
Zum Ende der Regentschaft seines Vorgängers Julius Heinrich von Rehlingen-Radau wurde 1731 der Bau der Kirche begonnen und 1733 unter Fürstpropst Cajetan Anton Notthafft von Weißenstein im Jahr des erzwungenen Auszugs von mehr als 1100 protestantischen Einwohnern der Fürstpropstei Berchtesgaden vollendet und eingeweiht.
Errichtet unter der Leitung des Salzburger Hofbaumeisters Sebastian Stumpfegger, gilt dieses Kirchengebäude als eines der originellsten Werke des bayerischen Rokoko. Im Grundriss sowohl in der Längs- wie auch in der Querachse symmetrisch, besitzt die Kirche zwei aus Holz konstruierte Türme, denen schindelgedeckte Kuppeldächer aufgesetzt sind. Die Fassade ist verputzt.
Die Wallfahrtskirche Maria Himmelfahrt ist ein nachqualifiziertes Einzeldenkmal.

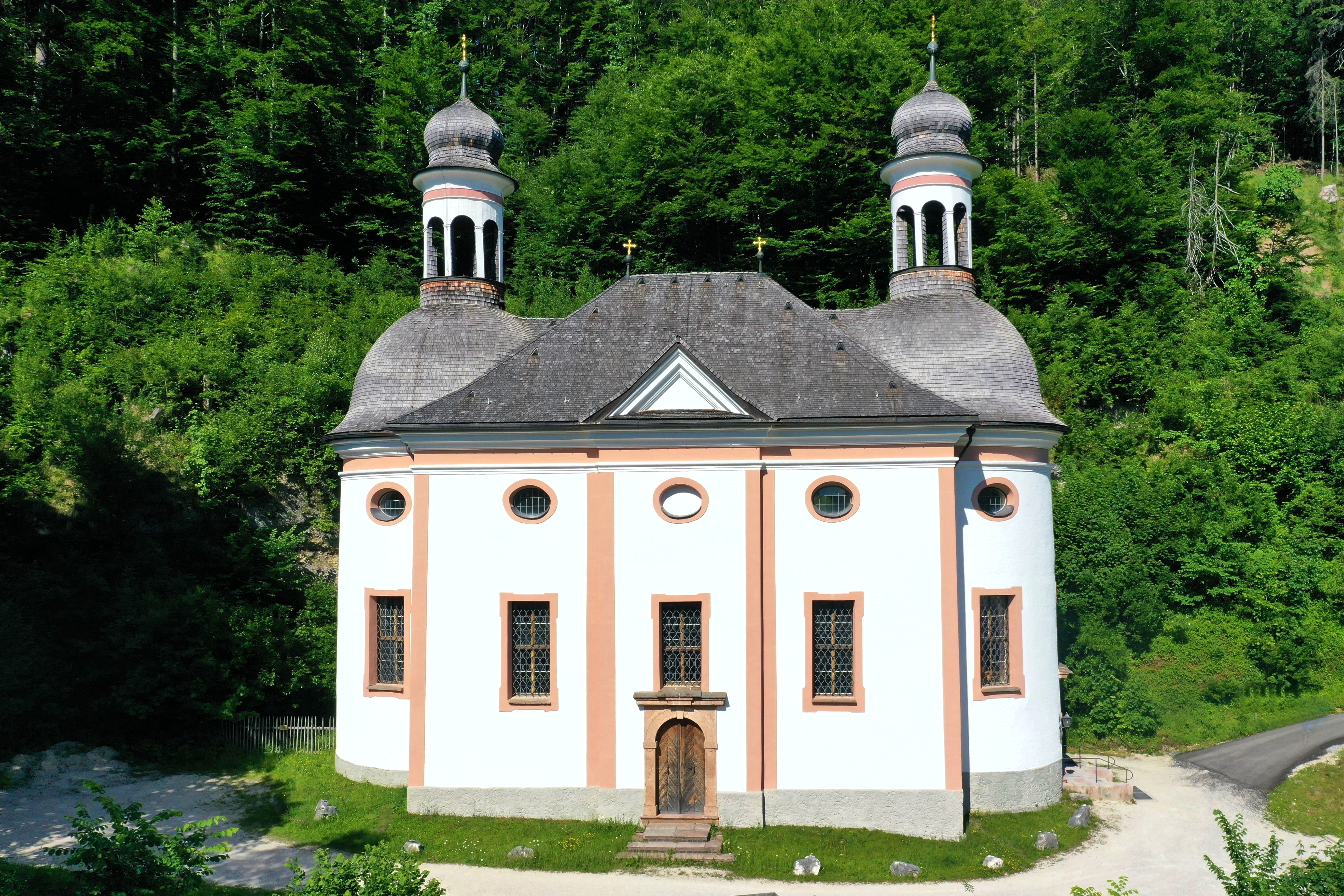
Wallfahrtskirche Maria Himmelfahrt
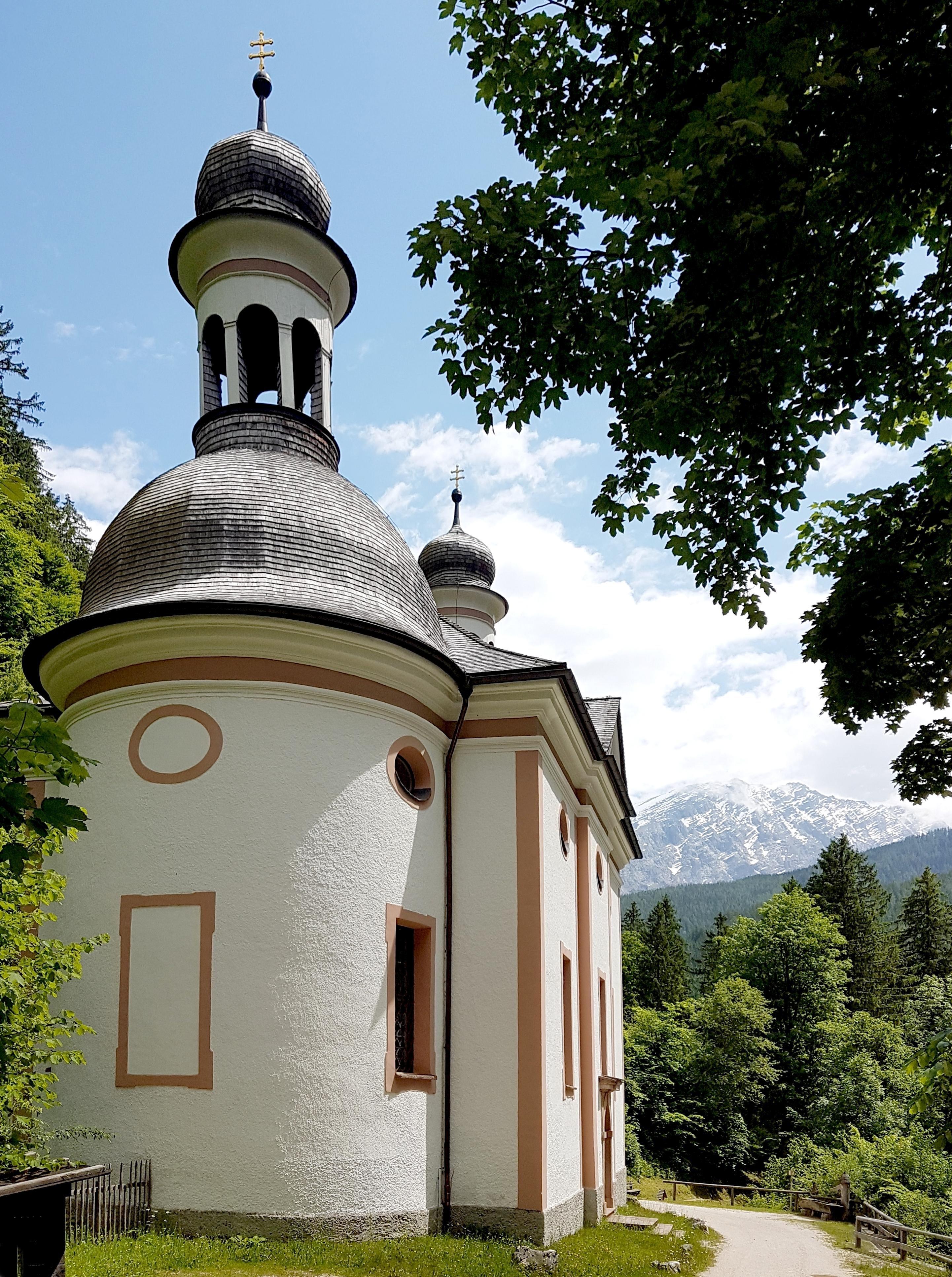
Nordwestseite
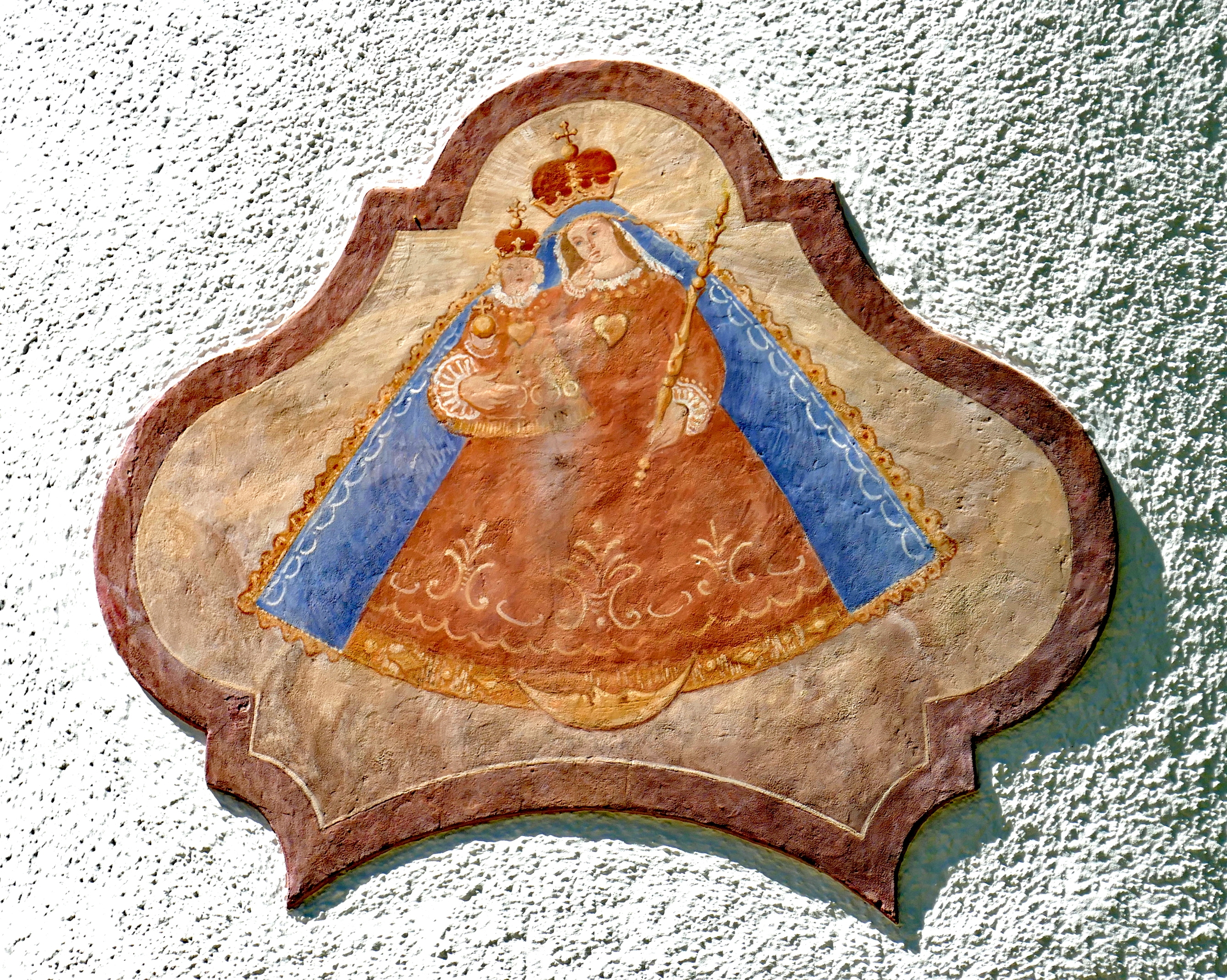
Fassadenbild mit namensgebender Maria
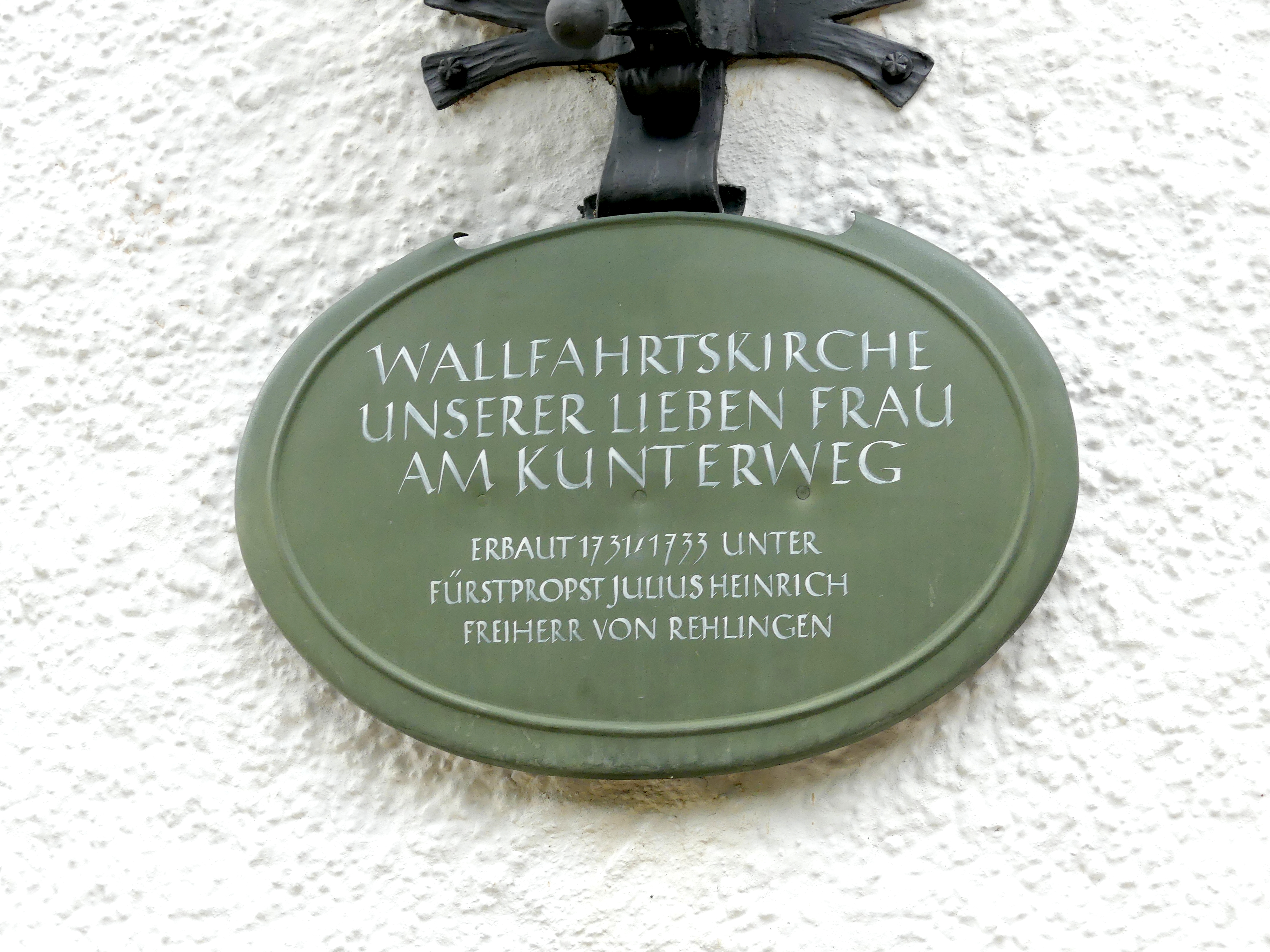
Informationstafel zur Kirche

## Ausstattung
Die Kirche enthält reiche Stuckaturen, den Hochaltar und zwei Seitenaltäre.

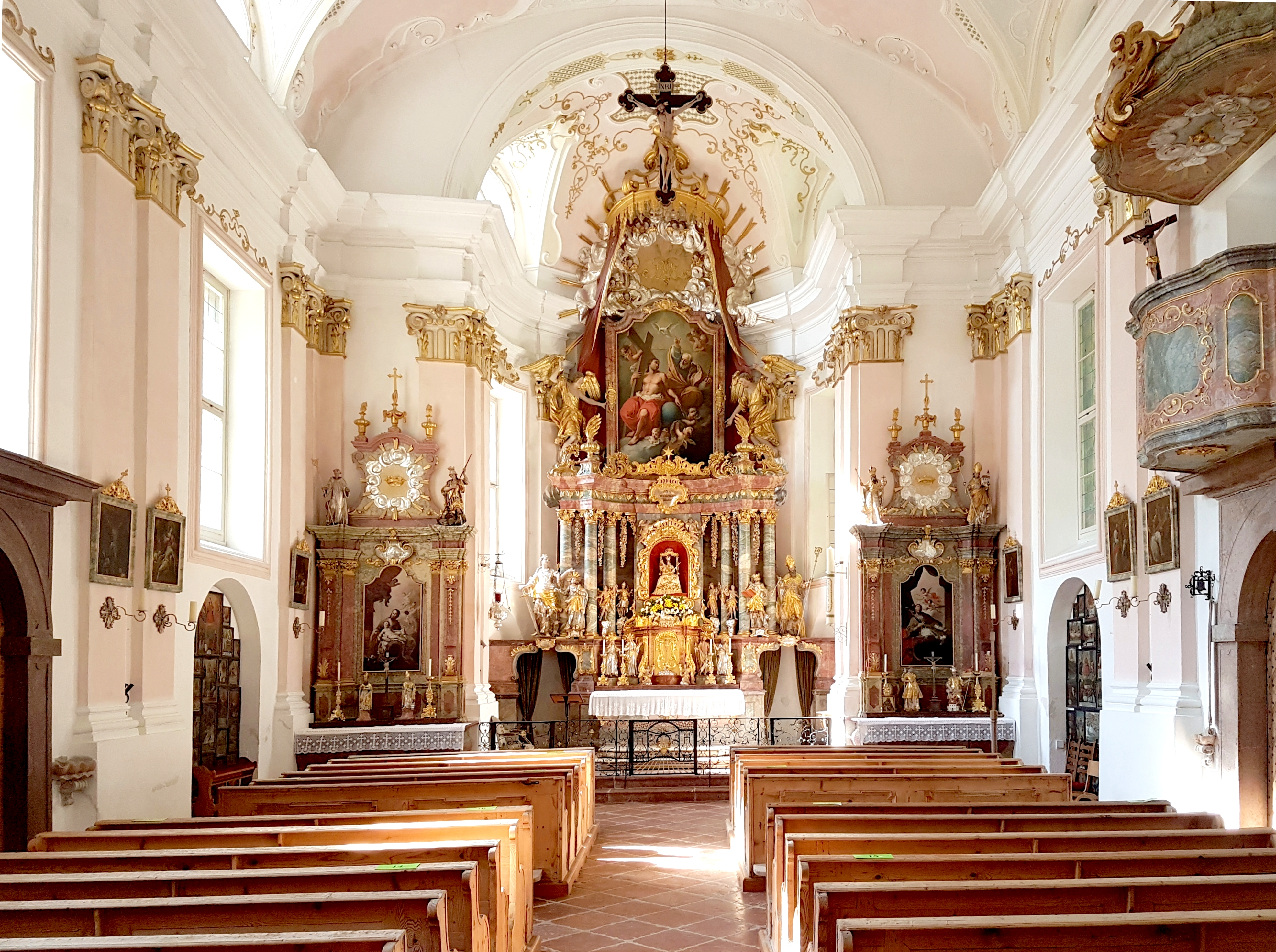
Blick auf Hochaltar und Seitenaltäre
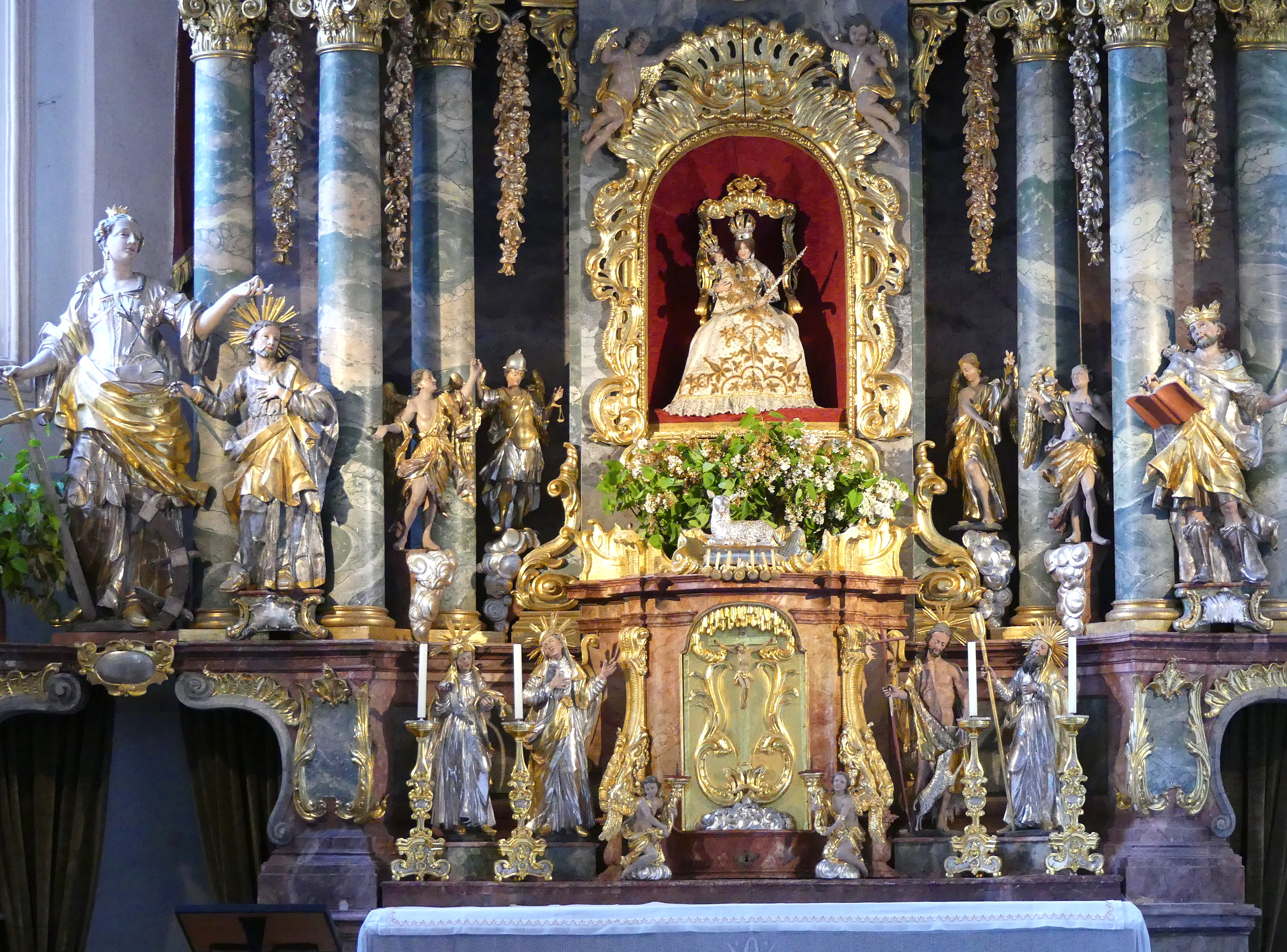
Altarausschnitt mit Tabernakel und Marienfigur

Bemerkenswert ist auch ein großes Deckengemälde von Innozenz Anton Warathy, das die Vertreibung der Protestanten aus der Fürstpropstei zeigt und in dessen unterem Chronogramm zweier Kartuschen, aus dem Lateinischen übersetzt, nachzulesen ist:
Auf Fürbitte der unbefleckten Jungfrau und Mutter
ist der verderbende Irrglaube hier von dieser
Kirche ausgetrieben worden.
Die rot hervorgehobenen Großbuchstaben beider lateinischen Originaltexte in den Kartuschen ergeben als Zahlbuchstaben in der Quersumme jeweils analog zur Fertigstellung der Kirche wie auch zur Vertreibung der Protestanten das Jahr 1733.
→Siehe hierzu auch: Gegenreformation, Vertreibungen und Emigration unter Fürstpropstei Berchtesgaden

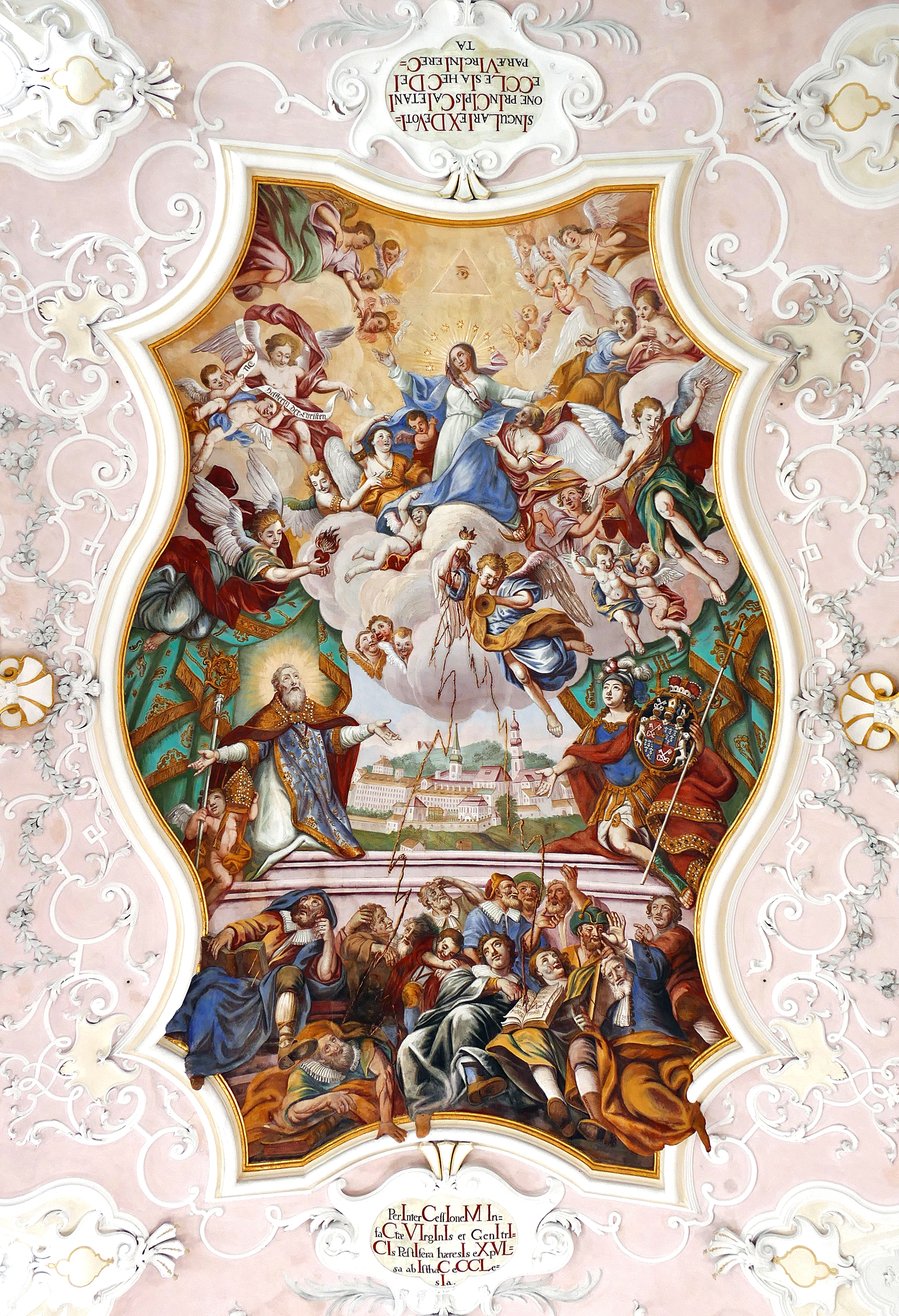
Deckengemälde von Innozenz Anton Warathy
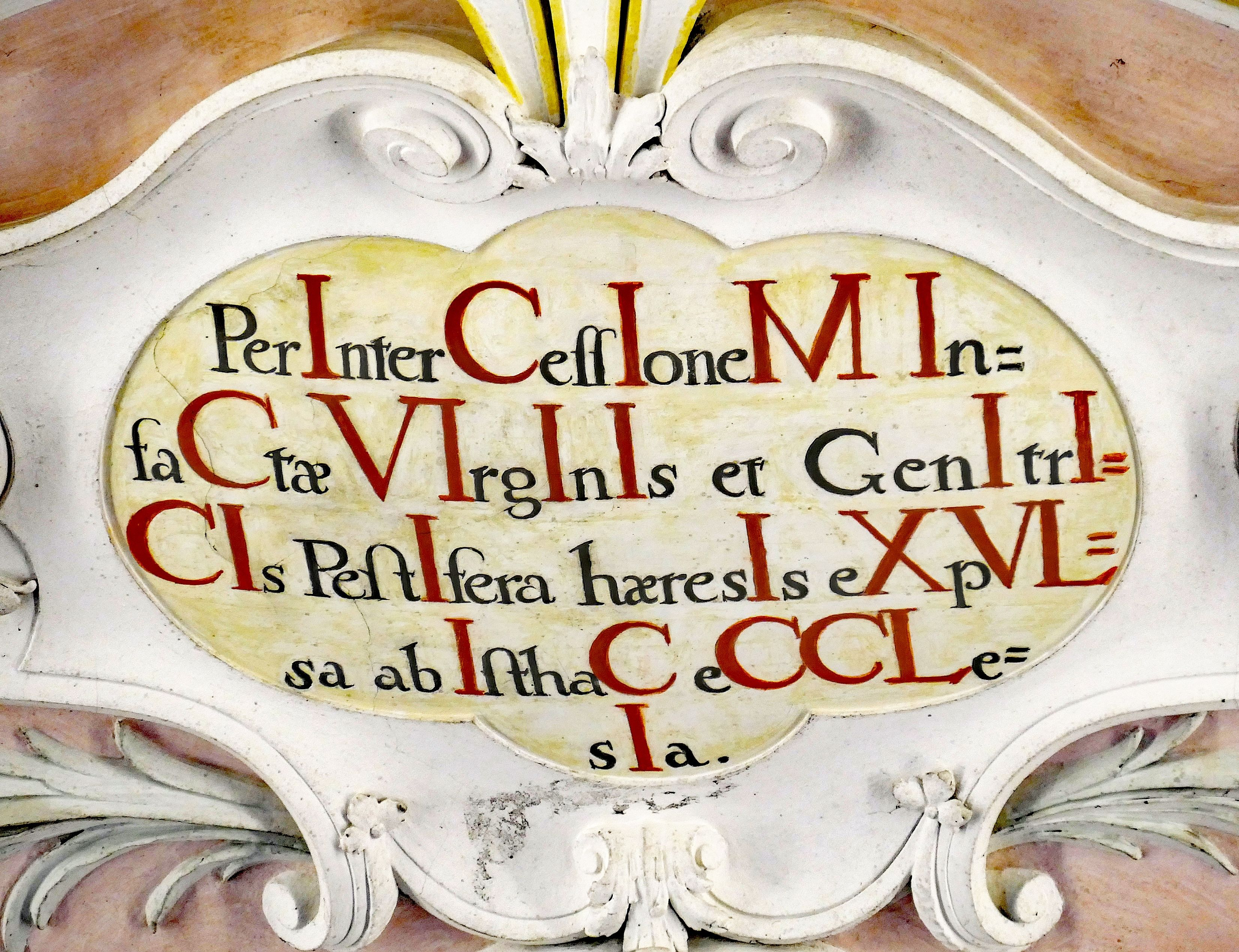
Kartusche unterhalb des Deckengemäldes mit lateinischem Originalzitat

Zur Ausstattung der Kirche gehören eine Empore mit der Orgel sowie zahlreiche Votivtafeln, u. a. an der Brüstung der Empore:

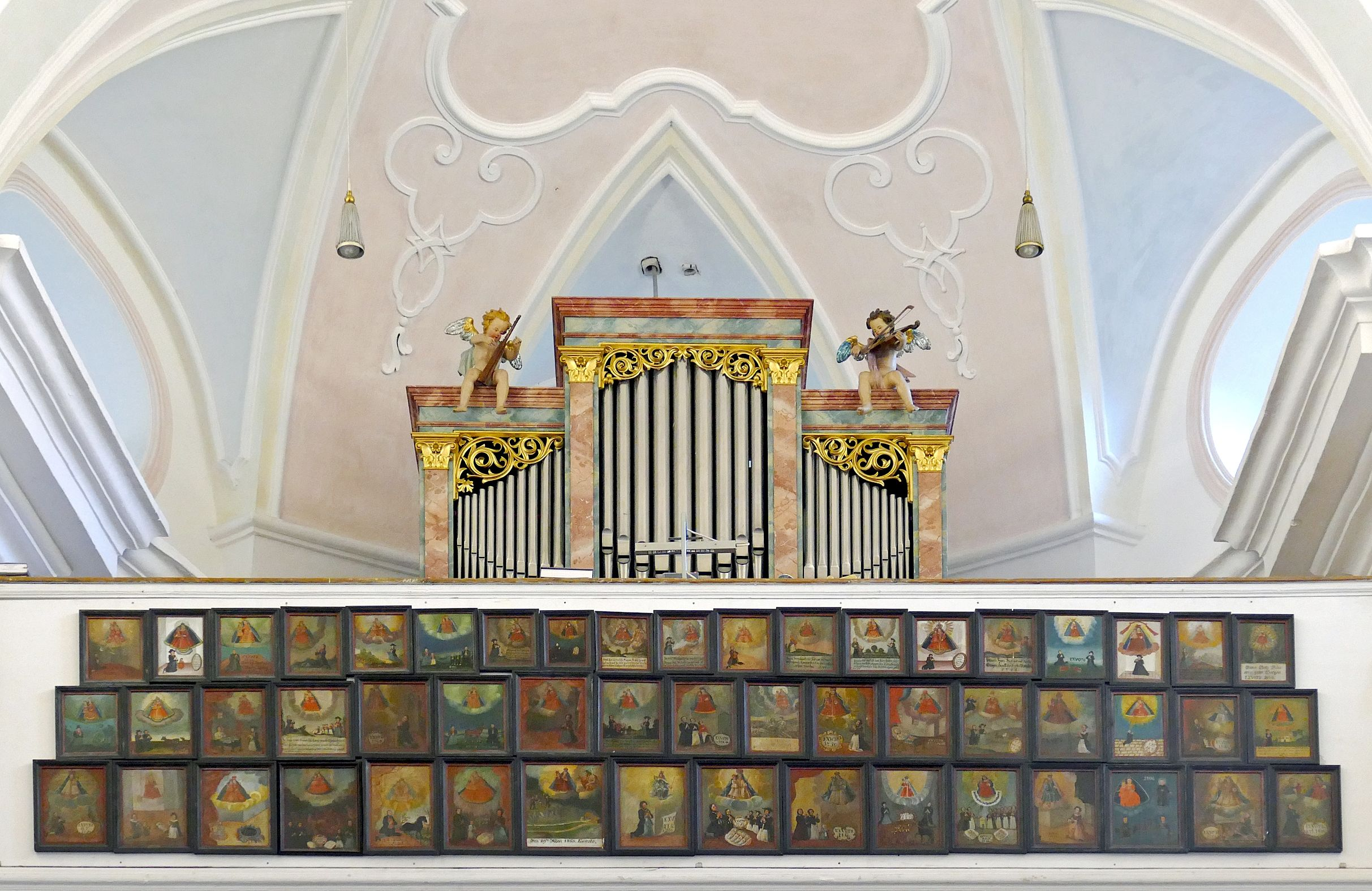
Empore mit Orgel und Votivtafeln
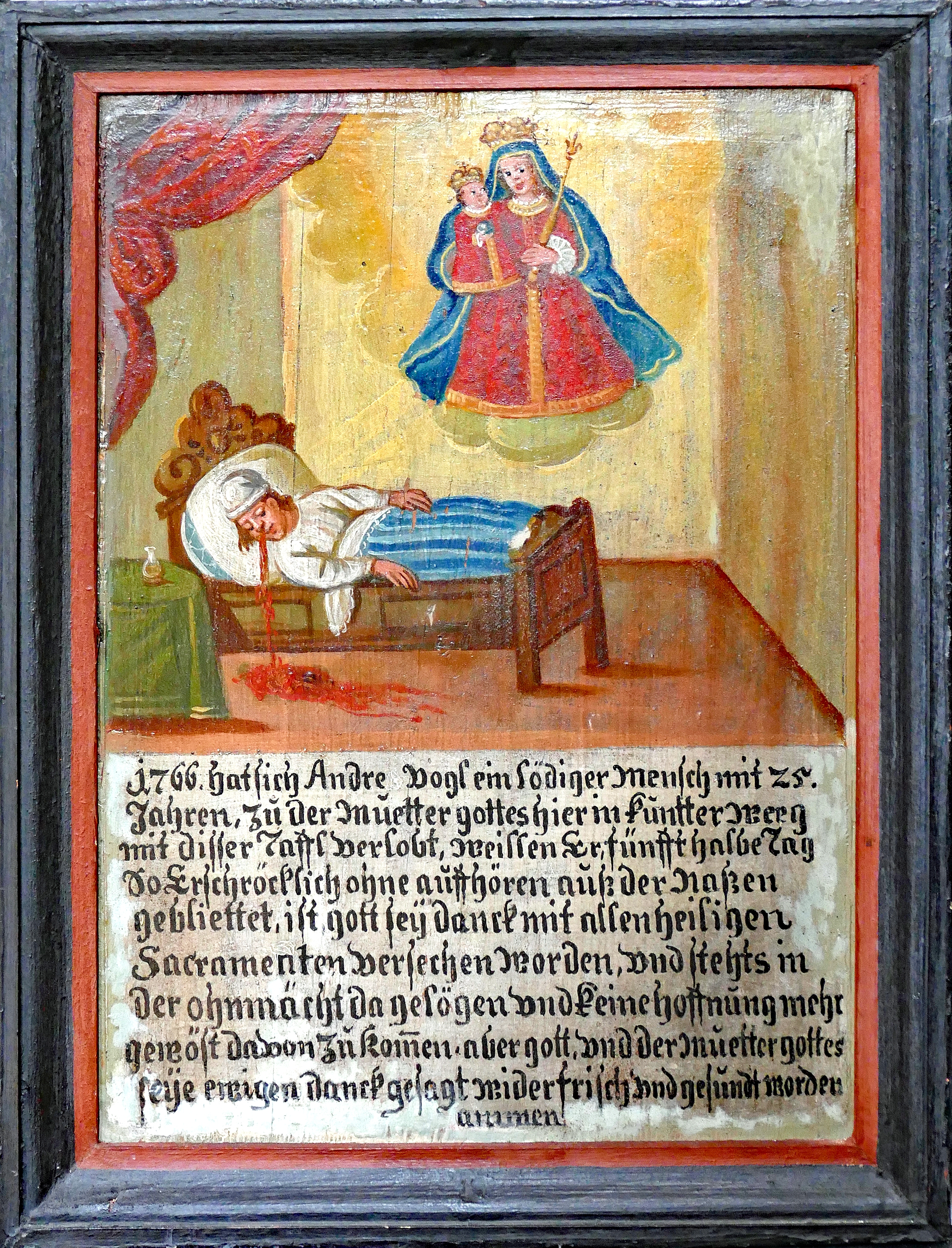
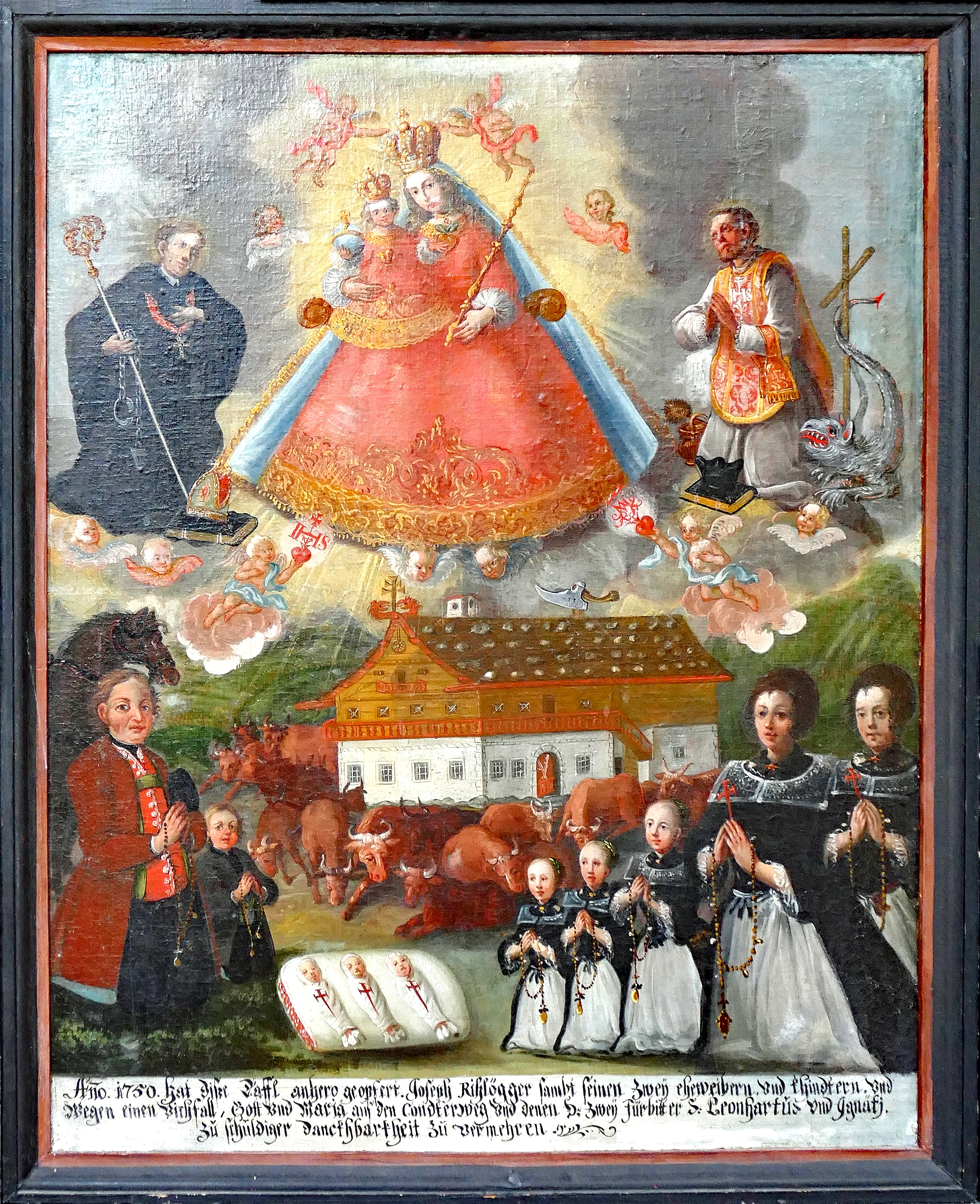
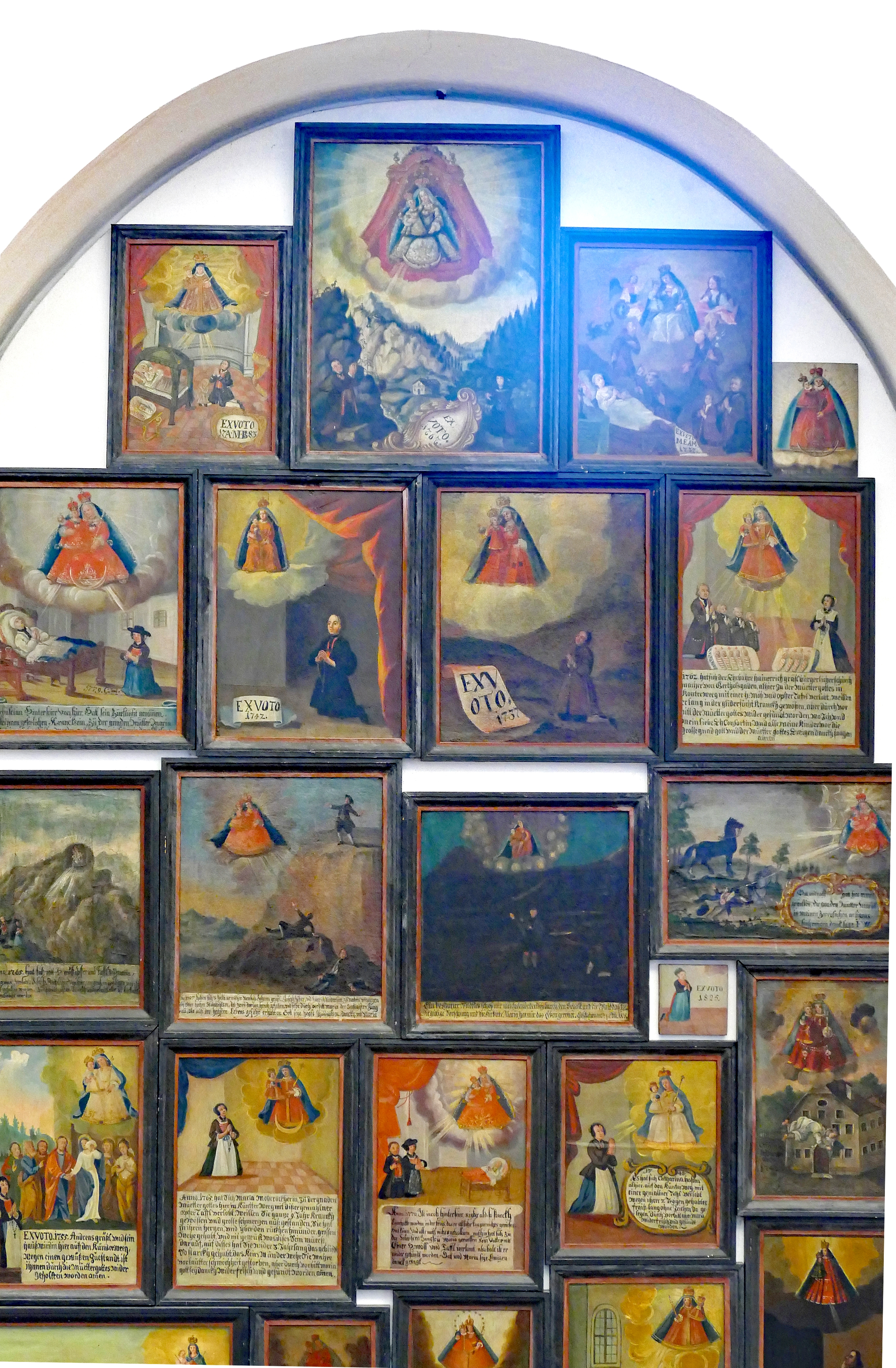